# الفرقة 16 إجرام (فلم)
الفرقة 16 إجرام  هو فيلم مصري من إنتاج عام 2006 وإخراج حامد سعيد.

## قصة الفيلم
يدور الفيلم في إطار كوميدي حيث فتاة تحب الأكشن والمغامرات يموت والدها ويستولي مدير أعماله على ثروته، وفي المقابل يحاول ابن عمها «ريكو» ومعه صديقه «عصام كاريكا» مطاردة هذا الشخص واستعادة الثروة، وينضمان عن طريق الصدفة لعصابة يتزعمها مريض هارب من مستشفى الأمراض العقلية، يتنكر «ريكو» و«كاريكا» في العديد من الشخصيات أملاً في الوصول إلى الثروة وإعادتها مرة أخرى.

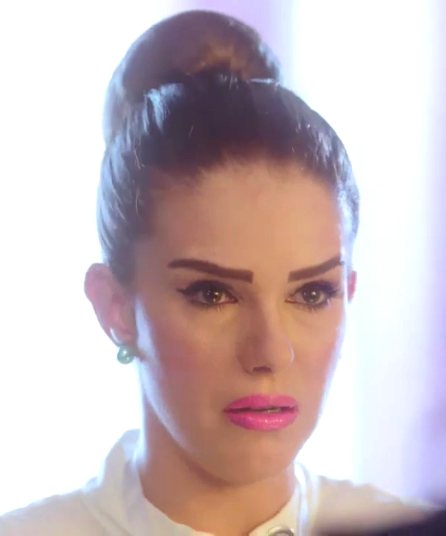
دنيا عبد العزيز

## الممثلون
- ريكو
- عصام كاريكا
- أميرة فتحي
- صلاح عبد الله
- دنيا عبد العزيز
- وحيد سيف
- حجاج عبد العظيم
- حسين المملوك
- أحمد الحلواني

## روابط خارجية
- مقالات تستعمل روابط فنية بلا صلة مع ويكي بيانات